# Montfort-en-Chalosse
Montfort-en-Chalosse è un comune francese di 1 190 abitanti situato nel dipartimento delle Landes nella regione della Nuova Aquitania.

## Società

### Evoluzione demografica
Abitanti censiti